# محمد بازوم
محمد بازوم (مواليد 1 يناير 1960) هو سياسي عربي نيجري من أصول ليبية شغل منصب رئيس الحزب النيجري للديمقراطية والاشتراكية (PNDS-Tarayya) منذ عام 2011. عمل وزيرًا للخارجية في حكومة النيجر من 1995 إلى 1996 ومرة أخرى من 2011 إلى 2015. شغل منصب وزير الدولة في رئاسة الجمهورية من 2015 إلى 2016، وكان وزيراً للدولة للشؤون الداخلية بين 2016 وصيف 2020، عندما استقال للاستعداد للترشح للرئاسة حتى نُصِّب رئيسا للبلاد في أول أبريل 2021.
أدى اليمين الدستورية لرئاسة الجمهورية في 2 أبريل 2021م. وتمت الإطاحة برئاسته في انقلاب عسكري نفذه العسكريين في 26 يوليو عام 2023م.

## المولد والنشأة
ولد محمد أبو عزوم (يلفظ بازوم بالفرنسية) في الأول من كانون الثانى / يناير 1960 م في قرية نجورتي بمنطقة ديفا أقصى جنوب شرقي النيجر، قرب الحدود مع نيجيريا. ينحدر بو عزوم من بطن الميايسة إحدى بطون قبيلة أولاد سليمان العربية التي يقطن فرع منها النيجر، بينما تتركز غالبيتها في جنوب ووسط ليبيا، وتنحدر أصولها من قبائل بني سليم العربية العدنانية القيسية بنجد وسط الجزيرة العربية، وقد هاجرت بعض بطونها إلى شمال أفريقيا في القرن الحادي عشر، و وصل جده الأكبر إلى النيجر خلال أربعينيات القرن الـ 19.

## حياته السياسية
شغل بازوم منصب وزير الدولة للتعاون في عهد وزير الشؤون الخارجية والتعاون في الحكومة الانتقالية لرئيس الوزراء أمادو شيفو من 1991 إلى 1993. انتُخب لعضوية الجمعية الوطنية من الدائرة الانتخابية الخاصة لـ Tesker كمرشح للحزب الوطني الديمقراطي الاجتماعي في انتخابات خاصة أجريت في 11 أبريل 1993؛ جاء ذلك في أعقاب إلغاء الانتخابات الأولية في Tesker، التي أجريت في فبراير.
بعد الانتخابات البرلمانية في يناير 1995، والتي فاز بها الائتلاف المعارض للحركة الوطنية لتنمية المجتمع والحزب الوطني الديمقراطي الاجتماعي، أصبح بازوم وزيرًا للشؤون الخارجية والتعاون في حكومة رئيس الوزراء حمة أمادو، في 25 فبراير 1995. في البداية، أعيد تعيينه في هذا المنصب بعد أن استولى إبراهيم باري مناصرة على السلطة في انقلاب عسكري في 27 يناير 1996، ولكن جرى استبداله في الحكومة التي بدأت في 5 مايو 1996. عارض الحزب الوطني الديمقراطي الوطني مناصرة، وفي 26 يوليو 1996، وُضِع بازوم تحت الإقامة الجبرية مع رئيس الحزب محمد يوسفو، بعد أسابيع قليلة من الانتخابات الرئاسية لعام 1996. أطلق سراحه مع يوسفو بأمر من القاضي في 12 أغسطس 1996.
قُبض على بازوم مع اثنين من السياسيين المعارضين الرئيسيين الآخرين، بمن فيهم الأمين العام للحركة الديمقراطية من أجل الديمقراطية والتنمية حماه أمادو، في أوائل يناير 1998، بزعم مشاركتهم في مؤامرة لاغتيال مناصرة. لم توجه إليه تهمة مطلقًا وأُطلق سراحه بعد أسبوع من اعتقاله.
في المؤتمر الرابع العادي لحزب PNDS، الذي عقد في – سبتمبر عام 2004، انتُخب بازوم نائبا لرئيس الحزب. انتخب بازوم مرة أخرى لعضوية الجمعية الوطنية في الانتخابات البرلمانية في ديسمبر 2004، وخلال الدورة البرلمانية التي تلت ذلك كان النائب الثالث لرئيس الجمعية الوطنية ونائب رئيس المجموعة البرلمانية للحزب.
كان بازوم واحدًا من 14 نائباً تقدموا بمذكرة لوم ضد رئيس الوزراء حما أمادو في 26 مايو 2007؛ هُزمت حكومة أمادو في التصويت اللاحق بحجب الثقة في 31 مايو، وأشاد بازوم بـ «نضج الطبقة السياسية في النيجر التي أنهت للتو تفويض الفريق المتخصص في نهب الأموال العامة.»
بعد حث الناس على مقاطعة الاستفتاء الدستوري في أغسطس 2009، اعتُقِل بازوم لفترة وجيزة وجرى استجوابه لمدة ساعتين في 14 يوليو 2009. أعيد انتخاب بازوم نائبًا لرئيس الحزب في المؤتمر العادي الخامس للحزب، الذي عقد في 18 يوليو 2009. بعد نجاح الاستفتاء، وصفه بأنه «انقلاب» وقال إن الانتخابات البرلمانية في أكتوبر 2009 كانت «مهزلة انتخابية» تهدف فقط إلى إضافة «صقل ديمقراطي».
أُطيح بالرئيس مامادو تانجا بانقلاب عسكري في 18 فبراير 2010. وقال بازوم: «هذا بالضبط ما كنا نخاف منه، حل عسكري. كان بإمكان تانجا تجنب هذا». كواحد من الأعضاء البارزين في تنسيق القوى الديمقراطية من أجل الجمهورية (CFDR)، وهو ائتلاف معارض، قال في 23 فبراير إن المجلس يريد محاكمة تانجا بتهمة الخيانة العظمى لأنه ألغى دستور 1999 في بلده للبقاء في السلطة. وبحسب ما قاله بازوم، فإن مثل هذه المحاكمة كانت ضرورية لردع قادة المستقبل عن اتباع مسار مماثل. وقال إن المجلس العسكري يجب أن يحتفظ بتانجا حتى يتم إنشاء «مؤسسات ديمقراطية»، ومن ثم يجب محاكمة تانجا، رغم أنه قال أيضًا إنه يشعر أن عقوبة الإعدام لن تكون ضرورية.
بعد فوز محمد يوسوفو في الانتخابات الرئاسية-2011، استقال يوسوفو من منصبه كرئيس PNDS في مارس 2011، وذلك قبل تنصيبه، وفقا للشرط الذي يقضي بأن رئيس الدولة لا يشارك في السياسة الحزبية. تولى بازوم منصب رئيس PNDS بالإنابة. تولى يوسوفو منصبه كرئيس للنيجر في 7 أبريل 2011، وعُين بازوم في الحكومة كوزير دولة للشؤون الخارجية والتعاون والتكامل الأفريقي والنيجريين في الخارج في 21 أبريل 2011.
انتقل بازوم إلى منصب وزير الدولة برئاسة الجمهورية في 25 فبراير 2015. سمحت هذه الخطوة لبازوم بالتركيز على قيادة PNDS تحسبًا لمسعى يوسوفو لإعادة انتخابه في عام 2016
انتخب بازوم عضوا في المجلس التشريعي في الانتخابات النيابية في فبراير 2016. بعد أن أدى يوسوفو اليمين الدستورية لولاية ثانية، عُين بازوم وزير دولة للداخلية والأمن العام واللامركزية والشؤون العرفية والدينية في 11 أبريل 2016. تولى منصبه في 13 أبريل، خلفا لحسومي مسعودو.
في ديسمبر 2022، تم تعيين محمد بازوم الرئيس الحالي للاتحاد الاقتصادي والنقدي لغرب إفريقيا (UEMOA)، خلال القمة العادية الثالثة والعشرين لرؤساء دول وحكومات المنظمة في أبيدجان.

## انقلاب عسكري
في الساعات الأولى من يوم الأربعاء الموافق 26 يوليو عام 2023، وردت تقارير مفادها أن الجنود من الحرس الرئاسي بالنيجر قد احتجزوا الرئيس بازوم داخل القصر. وفي آخر اليوم، أعلنت مجموعة من العسكريين النيجريين عبر التلفزيون الوطني عزل الرئيس محمد بازوم وإغلاق الحدود وفرض حظر التجوال ابتداء من الليلة. وقد تولى عملية الانقلاب ضد الرئيس الرائد أمادو عبد الرحمن، والذي قال خلال نشرة عاجلة وهو محاط بـ 9 عسكريين آخرين يرتدون الزي العسكري "نحن، قوّات الدفاع والأمن، المجتمعين في المجلس الوطني لحماية الوطن، قرّرنا وضع حدّ للنظام". وقد برر خلال النشرة أن الإطاحة جاءت على إثر استمرار تدهور الوضع الأمني وسوء الإدارة الاقتصاديّة والاجتماعيّة من قبل حكومة محمد بازوم. وقد أدانت المجموعة الاقتصادية لدول غرب إفريقيا الانقلاب العسكري داعية منفذي العملية إلى إطلاق سراح الرئيس محمد بازوم بشكل فوري.